# ستيفن لاتشفورد
ستيفن لاتشفورد (بالإنجليزية: Stephen Latchford)‏ (مواليد 4 فبراير 1883 - الوفاة 1 أكتوبر 1974) الأمريكي الجنسية، دبلوماسي، محام وأحد أوائل خبراء أمريكا في قانون الطيران. بدأ حياتة المهنية كموظف لدى الحكومة الاتحادية، بمهنة كاتب العاملة في منطقة قناة بنما. وعلى مدى السنوات الأربعين التالية، تدرج وظيفيا في صفوف الخدمة الخارجية للولايات المتحدة، ليصبح واحدا من أبرز أعضائها.
وخلال عقدي الثلاثينات والاربعينيات من القرن العشرين، كان له تأثير كبير على دور الطيران في أمريكا، وكان المساهم الرئيسي في تطوير القوانين الجوية الدولية. وخلال الحرب العالمية الثانية شغل منصب مستشار حكومي في مجال القانون الجوي، ولعب دورا حاسما في الإعداد والتخطيط لمشروع مارشال.